# 니콜레타 브라스키
니콜레타 브라스키(Nicoletta Braschi, 1960년 4월 19일~)는 이탈리아의 배우이다.

## 출연 작품
- 행복한 라짜로(2018)
- 호랑이와 눈(2005)
- 피노키오(2002)
- 오보소도(1997)
- 인생은 아름다워(1997) - 도라 역
- 페레이라가 주장하다(1995)
- 미스터 몬스터(1994)
- 익스페셜리 온 선데이(1991)
- 자니 스테치노(1991)
- 마지막 사랑(1990)
- 미스테리 트레인(1989)
- 다운 바이 로(1986)